# Bataille de Vescovato
 (avril 2011).
Batailles
Guerres d'indépendance corse
- Vescovato (1564)
- Calenzana (1732)
- Furiani (1763)
- Traité de Versailles (1768)
- Borgo (1768)
- Ponte-Novo (1769)
- Farinole (1793)
- Saint-Florent (1794)
- Bastia (1794)
- Calvi (1794)
- Traité de Bastia (1814)

La bataille de Vescovato est une bataille opposant, en juin 1564, les révolutionnaires corses aux Génois, qui gouvernent l'ile à cette période. Sampiero Corso, chef des insurgés corses, après 20 ans de guerre, rentre en Corse le 14 juin 1564 grâce au soutien de Catherine de Médicis bien décidé à chasser les Génois de l'ile.

## Positionnement des forces
Alors qu'il débarque en Corse, Sampiero Corso marche vers Corte. Un millier de Génois basés à la Garnison de Corte sous le commandement de Niccolo de Negri, décident de se réfugier à Borgo.
Les Génois, informés que les Corses ne seraient qu'une centaine, se décident à affronter leurs adversaires. Le commandant Niccolo de Negri arrive près de Vescovato à l'endroit dit « Perelli », d'où il dispose ses lieutenants pour l'assaut : Ettore Ravaschiero prit place à « l'Anzecca », Pier'Andrea Casta à la « Poratella » et De Negri au sud du village.
Sampiero, observant les mouvements de l'ennemi, positionne Bruschino del Castello d'orezza et Achille Campocasso  face à  Ravaschiero et Piero del Pie d'albertino face à De Negri.
Il néglige Pier'Andrea Casta qui bien qu'occupant une position dominante ne pouvait lui causer aucun dommage. Lui-même se place au centre de la position. (Vescovato était ainsi cerné à l'Est et au Sud).

## Début du combat
En premier lieu, le Génois Ravaschiero tente de déborder Bruschino mais, n'y réussissant pas, rejoint De Negri.
Le corse Piero Albertino, à bout de ressources, s'apprête quant à lui à céder sous le nombre quand Bruschino, arrivant en toute hâte, refoule les Génois et ranime la confiance des soldats. Ce dernier est cependant rapidement tué d'une balle en pleine tête. Les révolutionnaires arrivent à pénétrer dans le village jusqu'à l'église principale mais en sont chassés par les frères Giudici et Ludovico Casta. L'assaut se poursuit durant 2 heures.
Sampiero se décide à entrer dans le combat, se présentant à l'enceinte occupée par Achille Campocasso, que les Génois tentent de prendre.
Les Génois, jugeant finalement qu'ils allaient être surpassés, s'enfuient en désordre, entraînant le reste de l'armée. Les Corses quittent leur position défensive et, les poursuivent jusqu'à "Campore", en tuent un grand nombre. 
Sampiero, après avoir rendu les devoirs funèbres à son ami Bruschino et l'avoir fait ensevelir dans l'église de l'Annonciation (aujourd'hui disparue), continue sa progression vers l'intérieur du pays.